# Jessica93
Jessica93 est un groupe de rock indépendant français, originaire de la région parisienne. Il est emmené par Geoffroy Laporte.

## Biographie
Après une décennie à effectuer des emplois précaires et à officier dans différents groupes de la scène indépendante Do it yourself française, Geoffroy Laporte alors âgé de 30 ans fonde le projet Jessica 93 en 2010, il y pratique tous les instruments. Ses influences musicales se situent vers le grunge et le shoegaze.
Les premiers disques sont co-produits par le label Et mon cul c'est du tofu? et diffusés en téléchargement libre et gratuit.
À la suite de la sortie de Rise en 2014 et à sa programmation à l'affiche du festival Rock en Seine la même année, Jessica93 atteint une plus grande notoriété. Désormais rejoints par des musiciens, Jessica93 tourne en France, Belgique, Pays-Bas, Italie, Allemagne, au Danemark et donne même quelques dates en Russie. En 2015, Rise est distribué aux États-Unis par le label indépendant Not Just Religious Music, basé à Seattle.
Le quatrième album intitulé Guilty Species, entièrement enregistré en analogique, sort le 3 novembre 2017, une nouvelle fois Geoffroy Laporte y pratique tous les instruments,. Cependant, contrairement aux albums précédents, les morceaux ont été composés pour être joués en groupe pendant les concerts.

## Discographie

### Albums studio
- 2012 : S/T (Attila Tralalala, Label Brique, Gâteau Blaster, Tandori, Corn Dog Records, Weewee Records, Et mon cul c'est du tofu?)
- 2013 : Who Cares (Teenage Menopause, Music Fear Satan, Et mon cul c'est du tofu?)
- 2014 : Rise (Teenage Menopause, Music Fear Satan)
- 2017 : Guilty Species (Teenage Menopause, Music Fear Satan)

### Singles et EP
- 2012 : Besoin Dead / Jessica 93 - S/T (Et Mon Cul C'est Du Tofu?)
- 2013 : Poison (Analog Profusion Records)
- 2014 : Jessica 93 / Mistress Bomb H - Salle De Shoot (Bruits De Fond, Kerviniou Recordz)
- 2016 : The Cure & Stone Roses Covers (Poliment Records)
- 2017 : Jessica 93 / Bras Mort - S/T (Music Fear Satan)

## Membres

### Membres actuels
- Geoffroy Laporte - chant, guitare[6]

### Anciens membres
- Maxime Roquet - basse[6]
- Antoine Quincerot - guitare[6]
- Eric Bricka - guitare[6]
- David Snug - cymbales, tom, boite à rythme[6]
- Henri Adam - basse[6]